# St. Ulrich (Wilchenreuth, katholisch)

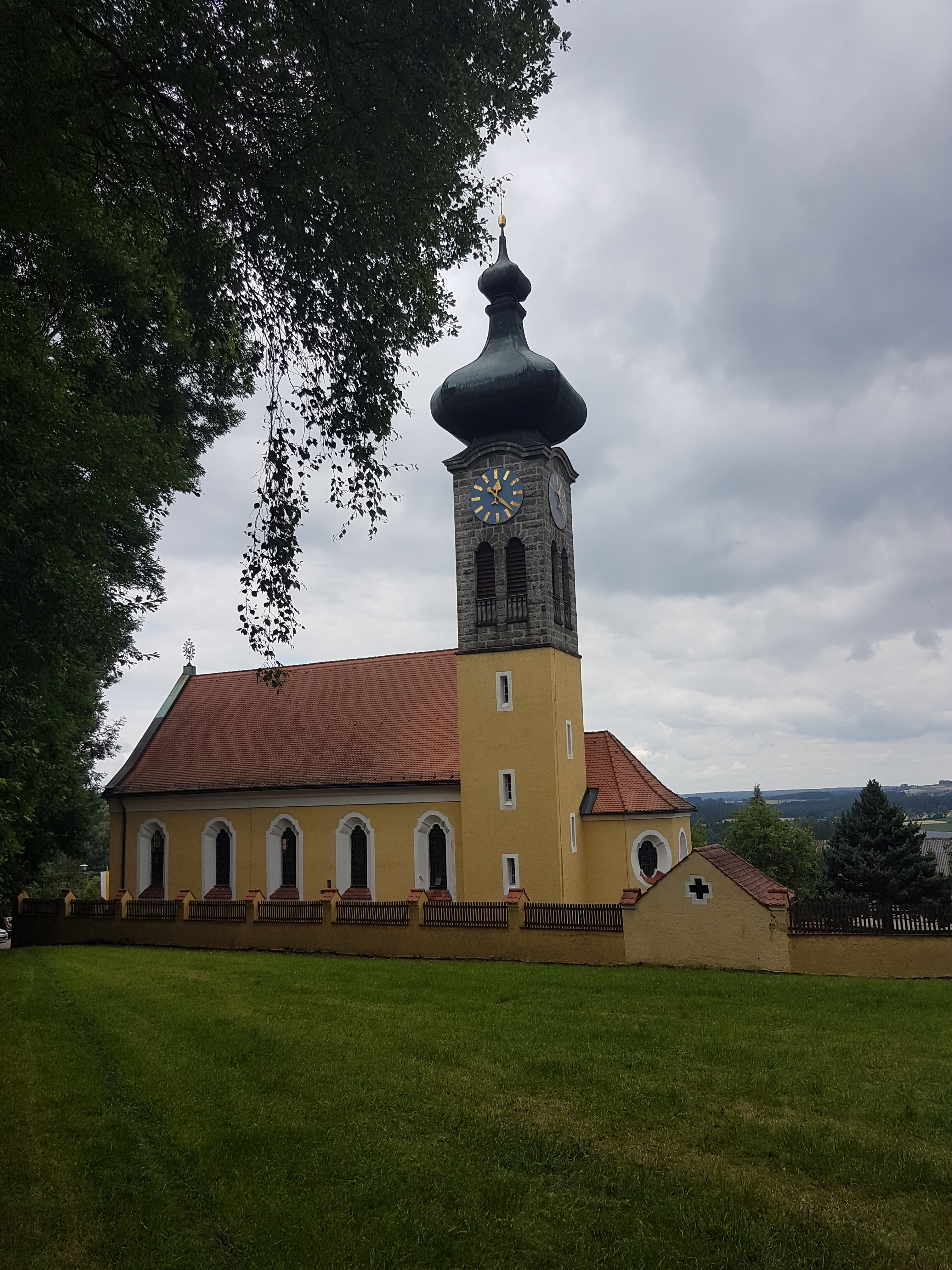
St. Ulrich

St. Ulrich ist die katholische Expositurkirche in Wilchenreuth, einem Gemeindeteil der Gemeinde Theisseil im Oberpfälzer Landkreis Neustadt an der Waldnaab. Kirchenpatron ist der heilige Ulrich von Augsburg.

## Geschichte

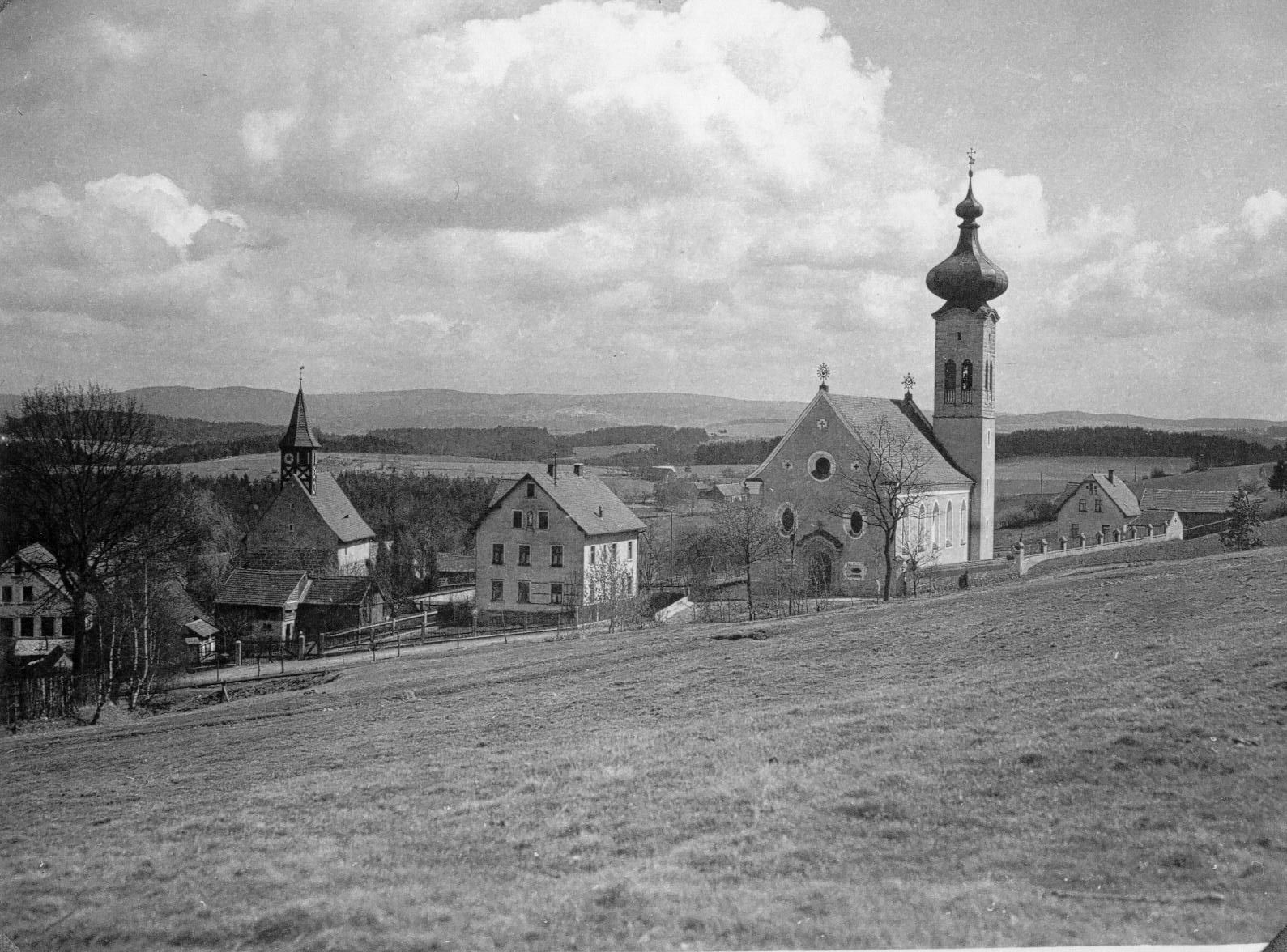
Die katholische Pfarrkirche St. Ulrich (rechts) und die evangelische Kirche (links), 1929

Bis ins frühe 20. Jahrhundert wurde die evangelische Kirche St. Ulrich in Wilchenreuth als Simultankirche genutzt. Im Jahr 1906 begannen die Katholiken in Wilchenreuth mit dem Bau eines eigenen Pfarrhofs. Ein Jahr später wurde das Simultaneum aufgelöst und die vorhandene Kirche wurde der evangelischen Gemeinde zugesprochen. Die Katholiken erhielten hingegen den 1670 errichteten Hochaltar und so wurde am 10. Juli 1910 durch Max Döllner der Grundstein für die katholische Kirche in Wilchenreuth gelegt. Am 3. Adventsonntag des Jahres 1911 wurde die Kirche St. Ulrich durch Johann Baptist Mehler eingeweiht. 1913 wurde ein Friedhof angelegt und Wilchenreuth wurde eigenständiger  Seelsorgebezirk. Eine umfassende Renovierung der Kirche fand von 1981 bis 1989 statt.

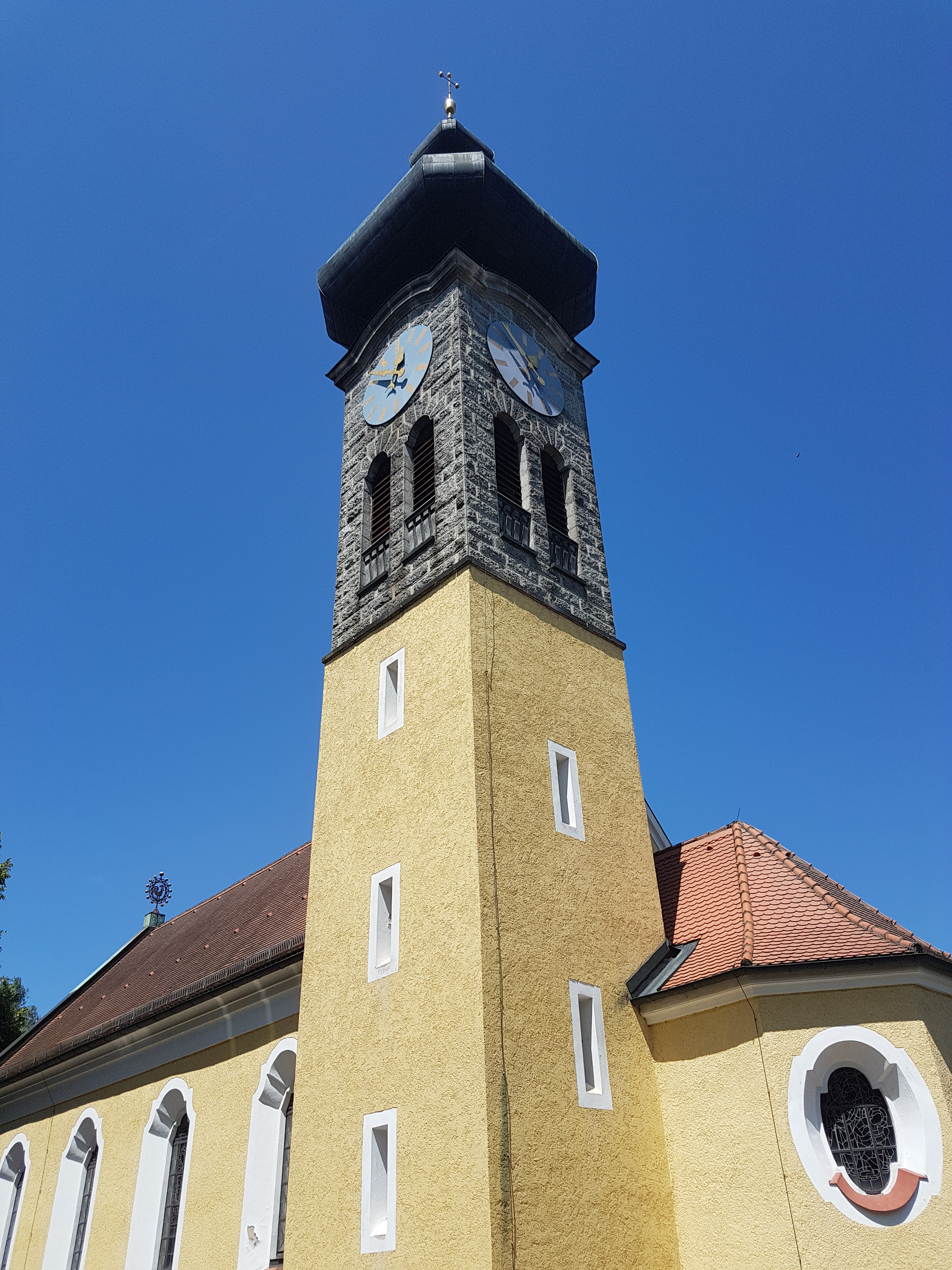
Kirchturm Wilchenreuth

## Ausstattung
Die Kirche hat eine Länge von 31 m, eine Breite von 12,5 m. Es verfügt über 30 Bänke mit 180 Sitzplätzen. Der Kirchturm ist 34 m hoch. Der Kirchturm befindet sich im vorderen Bereich auf der rechten Seite, die zweigeschossige Sakristei auf der linken Seite des Gebäudes.
Das Gotteshaus birgt einen Renaissance-Altar mit sechs kunsthistorisch überaus wertvollen spätgotischen Figuren. In der Mitte die Mutter Gottes mit dem Jesuskind auf dem Arm, links der heilige Wolfgang und rechts der heilige Ulrich. Durch die Höhe des Hochaltares etwas verdeckt im Hintergrund das ovale und bei der letzten Renovierung freigelegte Glasfenster mit dem Bild des heiligen Ulrich. Links und rechts vom Hochaltar befindet sich je ein Fenster mit Engeln.
Ebenfalls im Altarraum befinden sich zwei spätgotische Relieftafeln, auf der linken Seite die heilige Barbara und rechts die heilige Katharina.
Der Altar, die Relieftafeln und diese Figuren aus der Zeit um 1670 sowie eine Abfindung von 9.000 Mark waren der Tauschpreis für die Aufgabe der bis 1910 von Katholiken und Protestanten gemeinsam genutzten, jetzt evangelischen Ulrich-Kirche einschließlich Friedhof.
Im Zuge der Innenrenovierung 1990 wurde ein Volksaltar angeschafft. Er zeigt Elemente des Hochaltares aber auch der Seitenaltäre und stellt so einen Übergang von Hochaltar zu Seitenaltar her. Das Lamm Gottes in der Mitte des Volksaltares (war bereits früher vorhanden) konnte so gut integriert werden. Die Konsekration des Volksaltares erfolgte im Juli 1990.
1990 wurde ebenfalls ein neuer Ambo aufgestellt. Vom alten Ambo fanden die Säulen der früheren Kommunionbanktüren Verwendung.
Die beiden Seitenaltäre kamen wegen des Ersten Weltkrieges und der nachfolgenden Inflation nicht zur ursprünglich geplanten Ausführung, sondern wurden vereinfacht erstellt. Für Kunstexperten stellen beide einen gewissen Kontrast zur Qualität des Hochaltares dar.
Die kunstvoll geschnitzten Beichtstühle, die während des Ersten Weltkrieges aufgestellt wurden, spiegelt die hohe Opferbereitschaft der damaligen Gläubigen wider. Vor dem Beichtstuhl auf der rechten Seite im Kirchenschiff befindet sich ein großes Holzkreuz mit dem Gekreuzigten und der schmerzhaften Mutter Gottes.
Die Kanzel, die nicht mehr genutzt wird, wurde bei den Renovierungsarbeiten farblich den Altären angepasst.

## Orgel

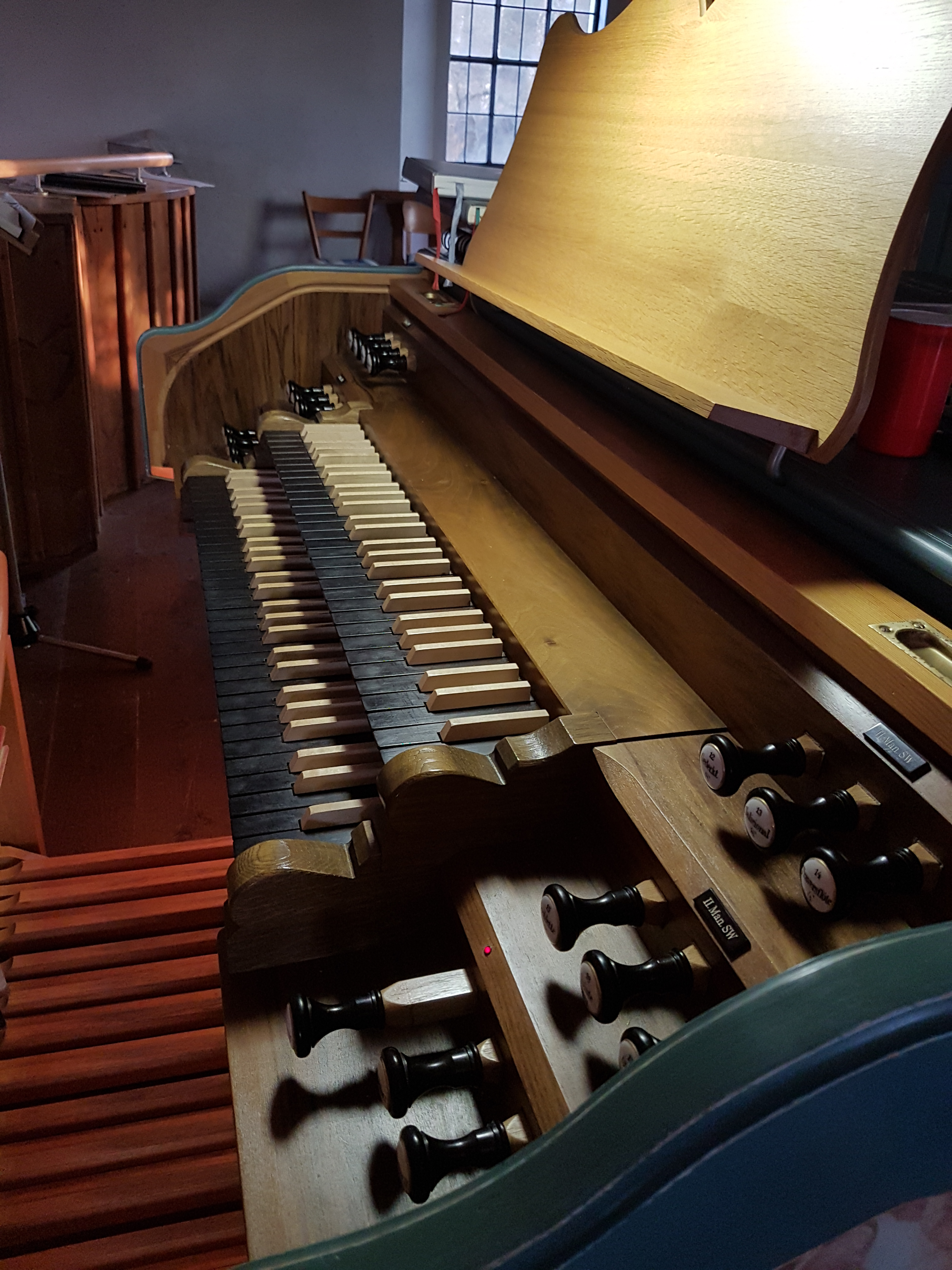
Spieltisch der Orgel

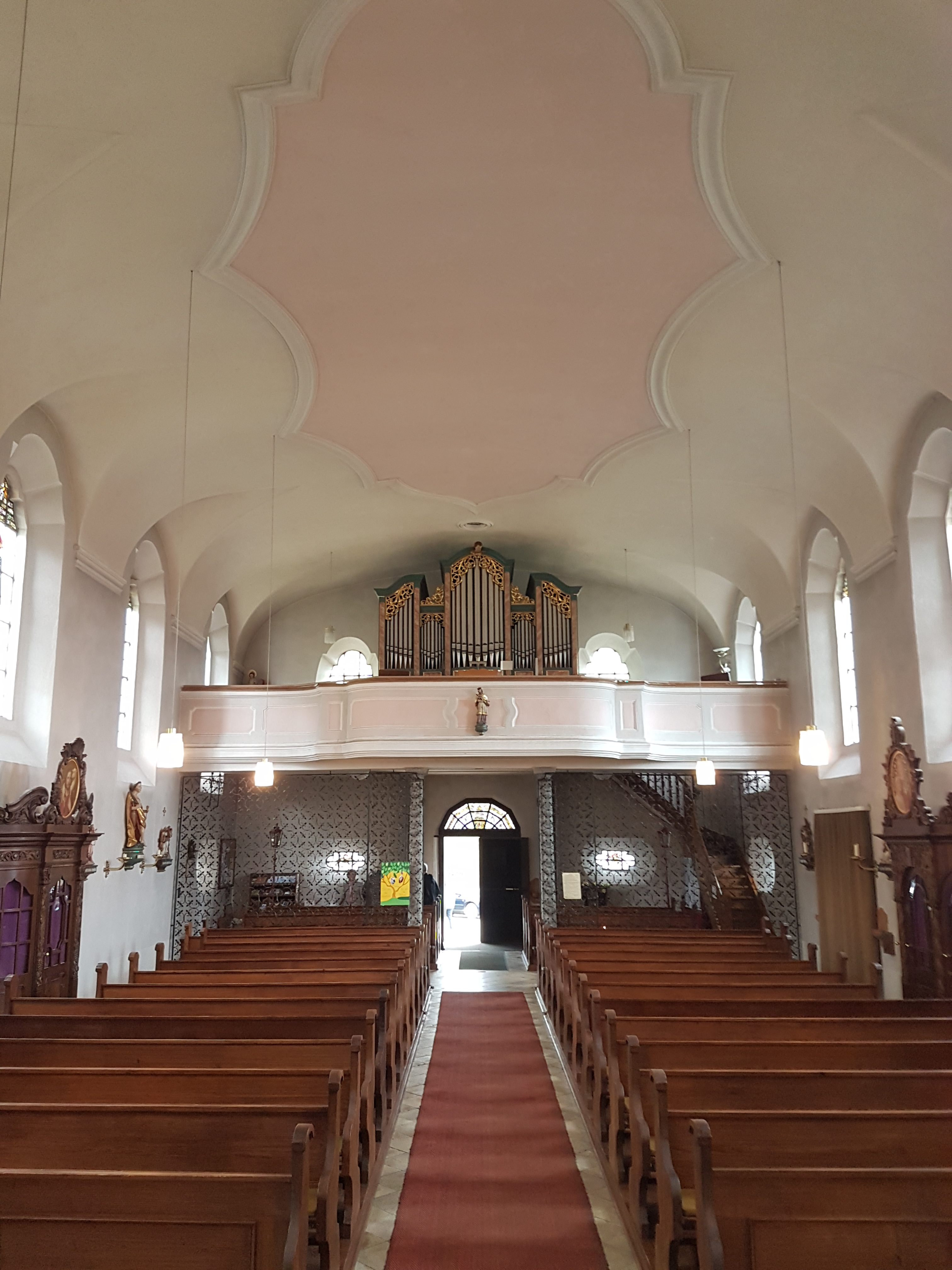
Blick zur Orgel

1994 wurde eine neue Orgel in Auftrag gegeben. Es handelt sich um eine Schleifladenorgel der Orgelbaufirma Weise mit vollmechanischer Spiel- und Registertraktur mit 17 Registern auf 2 Manualen und Pedal. Die Orgel umfasst 1048 Pfeifen aus Holz und Metall, wobei der längste 300 cm und der kleinste Pfeifenkörper 8 mm misst. Für die Holzpfeifen wurde Fichte und Spessart-Eiche verwendet, die Metallpfeifen wurde wie alles Andere in reiner Handarbeit aus gegossenen Platten in Zinn- und Bleilegierung von 55 % Naturgusszinn bis 85 % Zinn hergestellt.
Die Weihe erfolgte am 22. September 1996 durch Weihbischof Vinzenz Guggenberger.

### Disposition
| 1. Manual      | 2. Manual       | Pedal          |
| -------------- | --------------- | -------------- |
| Principal 8′   | Gedeckt 8′      | Subbass 16′    |
| Oktave 4′      | Salicional 8′   | Gedecktbass 8′ |
| Superoktave 2′ | Traversflöte 4′ | Oktavbass 8′   |
| Mixtur         | Doublette 2′    | Fagott 16′     |
| Rohrflöte 8′   | Quinte 1 1/3′   |                |
| Sesquialtera   | Oboe 8′         |                |
| Trompete 8′    |                 |                |

### Spielhilfen
- Koppeln (II/I, II/P, I/P)
- Tremulant in I und II
- Plenotritt an/ab

## Glocken
Im Turm befinden sich eine quarzgesteuerte Turmuhr und die elektrisch gesteuerte Läuteanlage, bestehend aus 4 Glocken, welche 1950 gegossen und geweiht wurden:
- Ulrichs-Sterbeglocke: 4,5 Zentner
- Marienglocke: 6 Zentner
- Josefsglocke: 9 Zentner
- Weihnachts- und Friedensglocke: 14 Zentner